# Ruth Braun
Ruth Braun, geborene Maier, (* 27. September 1919 in Besenfeld im Schwarzwald; † 28. Oktober 2012 in Esslingen am Neckar) war die langjährige Vorsitzende der Evangelischen Bahnhofsmission und Mitglied der Evangelischen Landessynode Württemberg. Ihr wurde deswegen das Bundesverdienstkreuz und die Verdienstmedaille des Landes Baden-Württemberg verliehen. Sie arbeitete fast 50 Jahre lang ausschließlich ehrenamtlich für Kirche und Diakonie.

## Leben
Ruth Braun wuchs als Pfarrerstochter im Nordschwarzwald auf. Sie ließ sich zur Kolonialwirtin ausbilden und arbeitete zwei Jahre auf einer Kaffeepflanzung in Ostafrika. Im Jahr 1941 heiratete sie Theodor Braun, der Stadtpfarrer und später Dekan in Nürtingen war. In Nürtingen half sie nach dem Zweiten Weltkrieg beim Aufbau des Evangelischen Hilfswerks.

## Wirken
In vielen kirchlichen und diakonischen Gremien und vor allem in der Arbeit mit Ausländerinnen arbeitete Ruth Braun viele Jahre an verantwortlicher Stelle. So leitete sie 33 Jahre lang, von 1959 bis 1992, ehrenamtlich den Verein für internationale Jugendarbeit (VIJ) in Stuttgart. Dieser setzt sich vor allem für die Begegnung von deutschen und ausländischen Frauen ein. Auf ihre Initiative hin entstand im Jahr 1987 das Fraueninformationszentrum (FIZ) in Stuttgart. Die Beratungsstelle hilft Frauen aus Afrika, Lateinamerika, Asien und Osteuropa, die durch Frauenhandel, Sextourismus und unseriöse Heiratsvermittlung nach Deutschland kamen und Hilfe gegen Gewalt und Ausbeutung benötigen. Außerdem war Ruth Braun Fachfrau für Fragen der Begegnung mit dem Islam. Daneben initiierte sie die Begegnung von italienischen, griechischen und deutschen Seniorinnen und Senioren und gestaltete viele Jahre lang in ihrem Wohnort Oberesslingen gemeinsame Aktivitäten griechischer und deutscher Frauen.
Viele Jahre war Ruth Braun Vorsitzende der Evangelischen Bahnhofsmission. Darüber hinaus war sie Mitglied der Evangelischen Landessynode, des Parlaments der Evangelischen Landeskirche, sowie im Landesausschuss, dem früheren Leitungsgremium des Diakonischen Werks Württemberg.
Die sechsfache Mutter gehörte bis zu 24 Verwaltungsräten unterschiedlicher sozialer Einrichtungen an. Für ihre jahrzehntelange ehrenamtliche Tätigkeit erhielt sie zahlreiche Auszeichnungen; unter anderem verlieh ihr kurz vor dem Ende seiner Amtszeit Bundespräsident Gustav Heinemann am 24. Mai 1974 in der Villa Hammerschmidt in Bonn das Bundesverdienstkreuz am Bande.

## Ehrungen
- 1974 Verleihung des Bundesverdienstkreuzes am Bande
- 1986 Auszeichnung mit dem Barbara-Künkelin-Preis der Stadt Schorndorf[6]
- 1992 Verleihung der Verdienstmedaille des Landes Baden-Württemberg[7]
- Kronenkreuz in Gold, Diakonisches Werk der EKD